# Émile Dupont (homme politique, 1911-1991)
Pour les articles homonymes, voir Émile Dupont et Dupont ou Dupond.
Émile Dupont, né le 1er janvier 1911 à Genève et décédé le 24 juin 1991 à Genève, est un homme politique suisse membre du Parti démocrate-chrétien (appelé Parti chrétien-social à Genève).

## Biographie
Diplômé de l'école supérieure de commerce de Genève, il reprend la direction de l'entreprise de menuiserie paternelle.
Conseiller municipal de Lancy en 1947, il devient député chrétien-social au Grand Conseil genevois de 1948 à 1954. Président de son parti de 1950 à 1955, il est élu conseiller d'État en 1954 et y dirige durant onze ans les départements du commerce et de l'industrie puis des finances. Durant son mandat, il lance un vaste programme de construction de logements sociaux qui en fait le père des HLM genevois. Il participe également aux négociations menées avec le gouvernement français concernant l'extension de l'aéroport de Cointrin.